# Друк-Юл (парк)

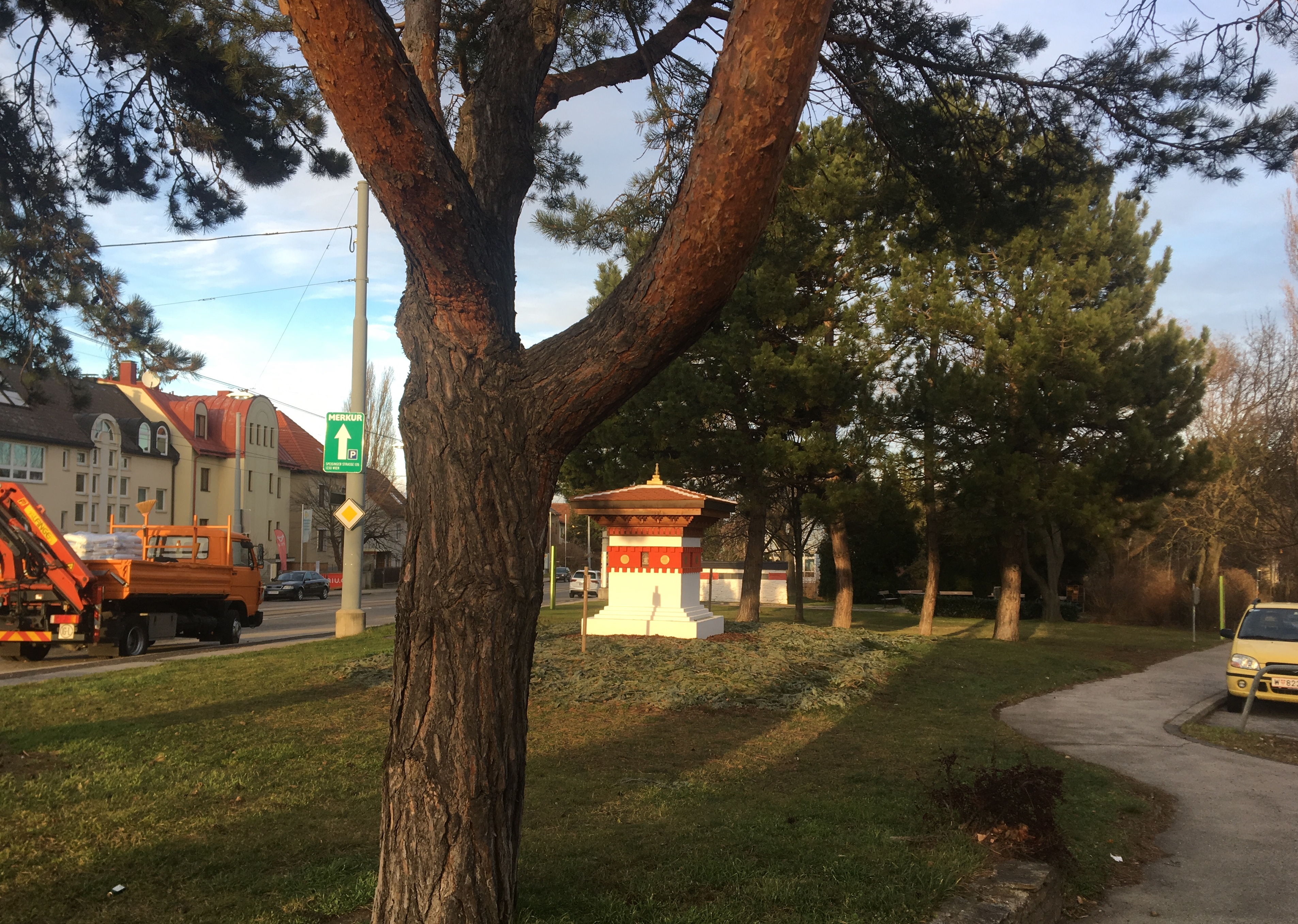
Огляд Друк-Юл-Парку

Друк-Юл-Парк (від назви країни Бутан, розмовною Друк Юл, «Країна громового дракона») — невеликий парк у Лізингу, 23 районі на півдні Відня.
Парк розташований на перетині Шпайзингерштрассе, Вітгенштайнштрассе та Розенхюгельштрассе.

## Історія та будівлі

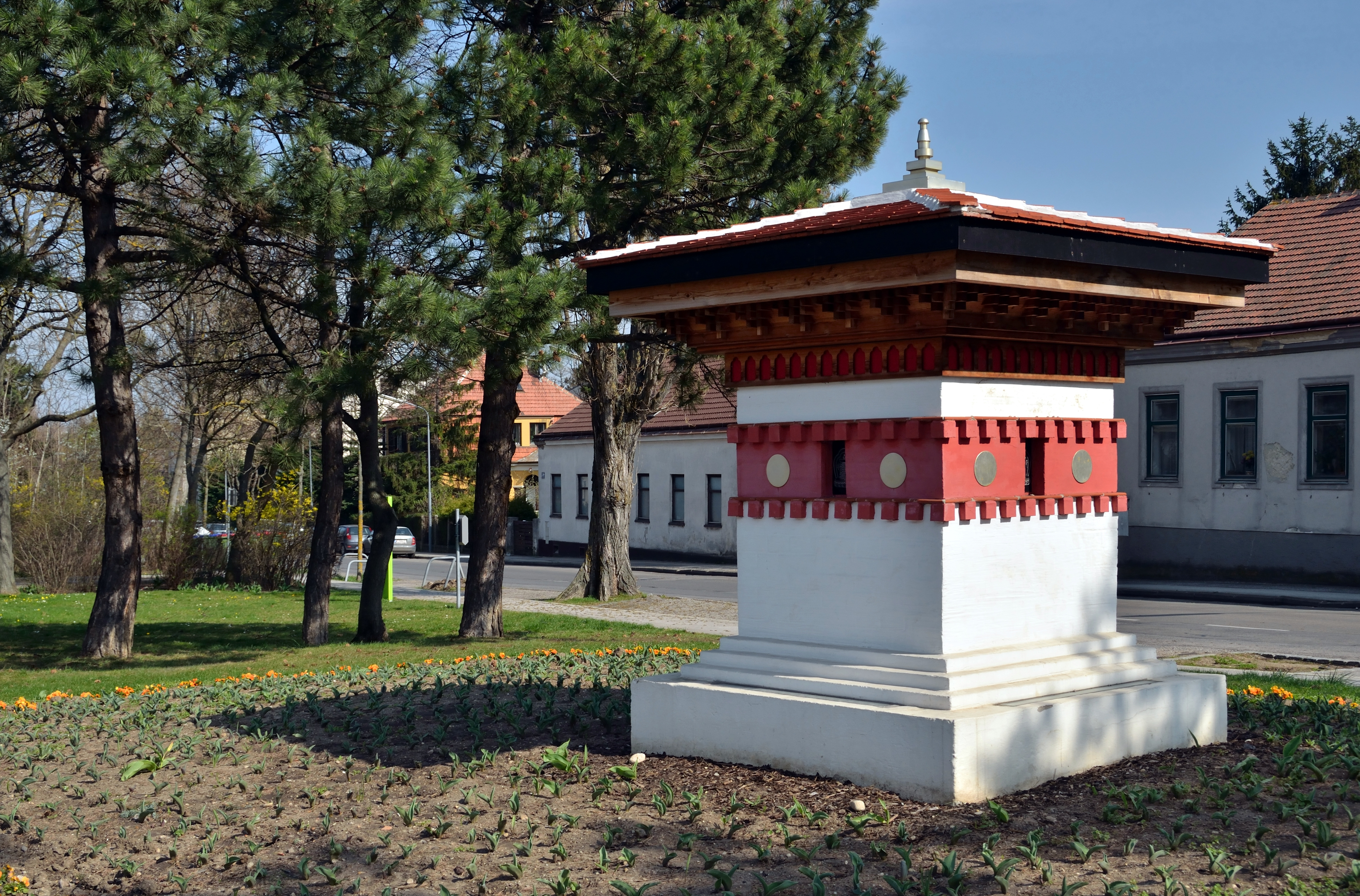
Пам'ятник Бутану

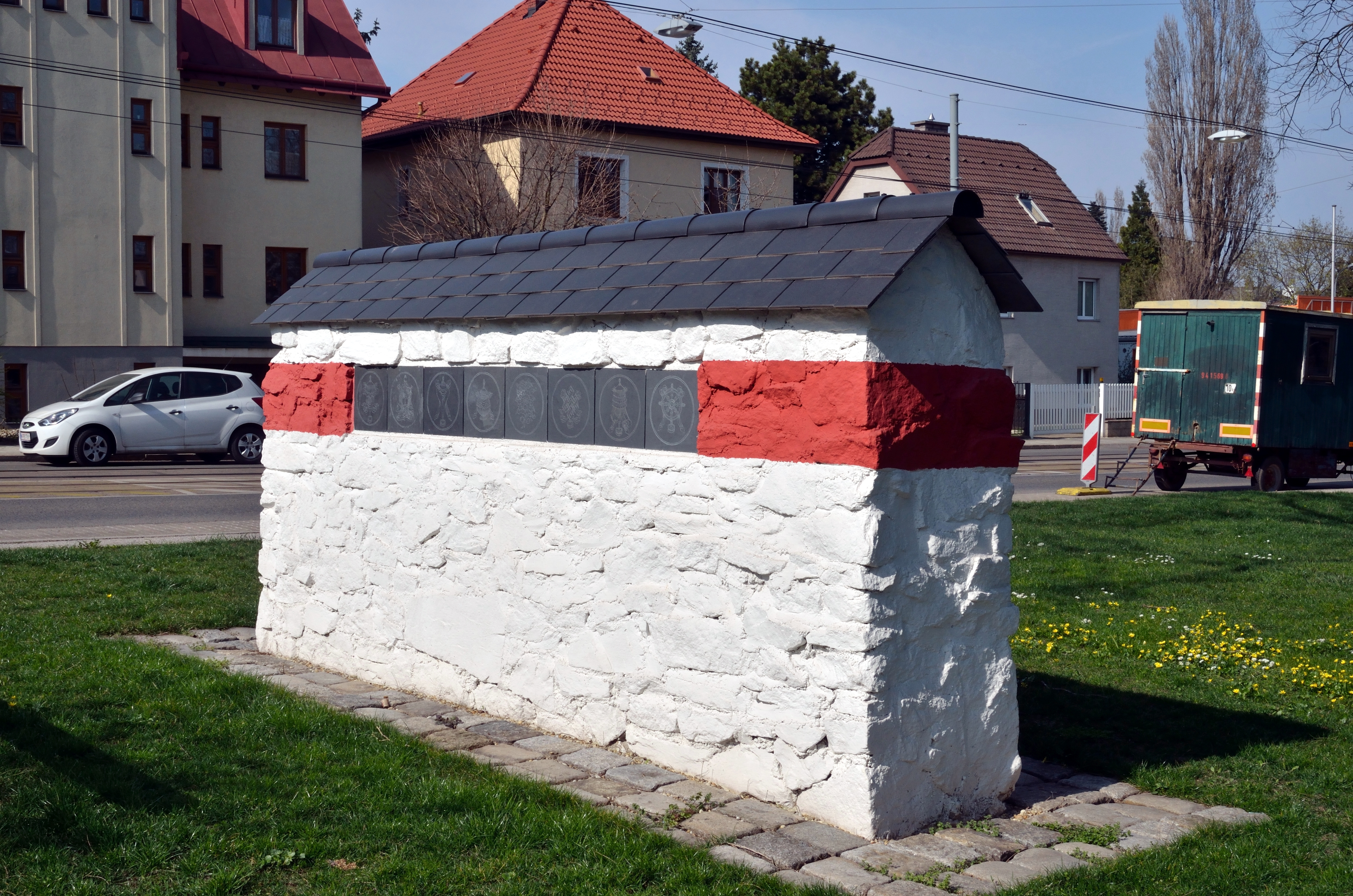
Мані

Ще в 2007 році було вирішено підтримувати тісні дружні відносини з невеликою гімалайською державою — це пріоритетна країна для австрійського співробітництва в галузі розвитку (OEZA). Того року Бутан відзначив 100-річчя королівства.
У 2010 році, за ініціативою Товариства австрійсько-бутанської дружби, співробітництва та культури (Austria-Bhutan Society), студентами з Бутану Вищого технічного коледжу Мьодлінга була побудована бутанська ступа, також відома як вежа щастя. Урочисто парк відкрили 6 квітня 2012 року в присутності послів Китаю, Індії та Бутану (президент Бутанського товариства). Того ж року була побудована стіна мані. У побудові також взяли участь товариства дружби з Індією, Японією, Камбоджею, Монголією, М'янмою, Непалом, Шрі-Ланкою і Таїландом.

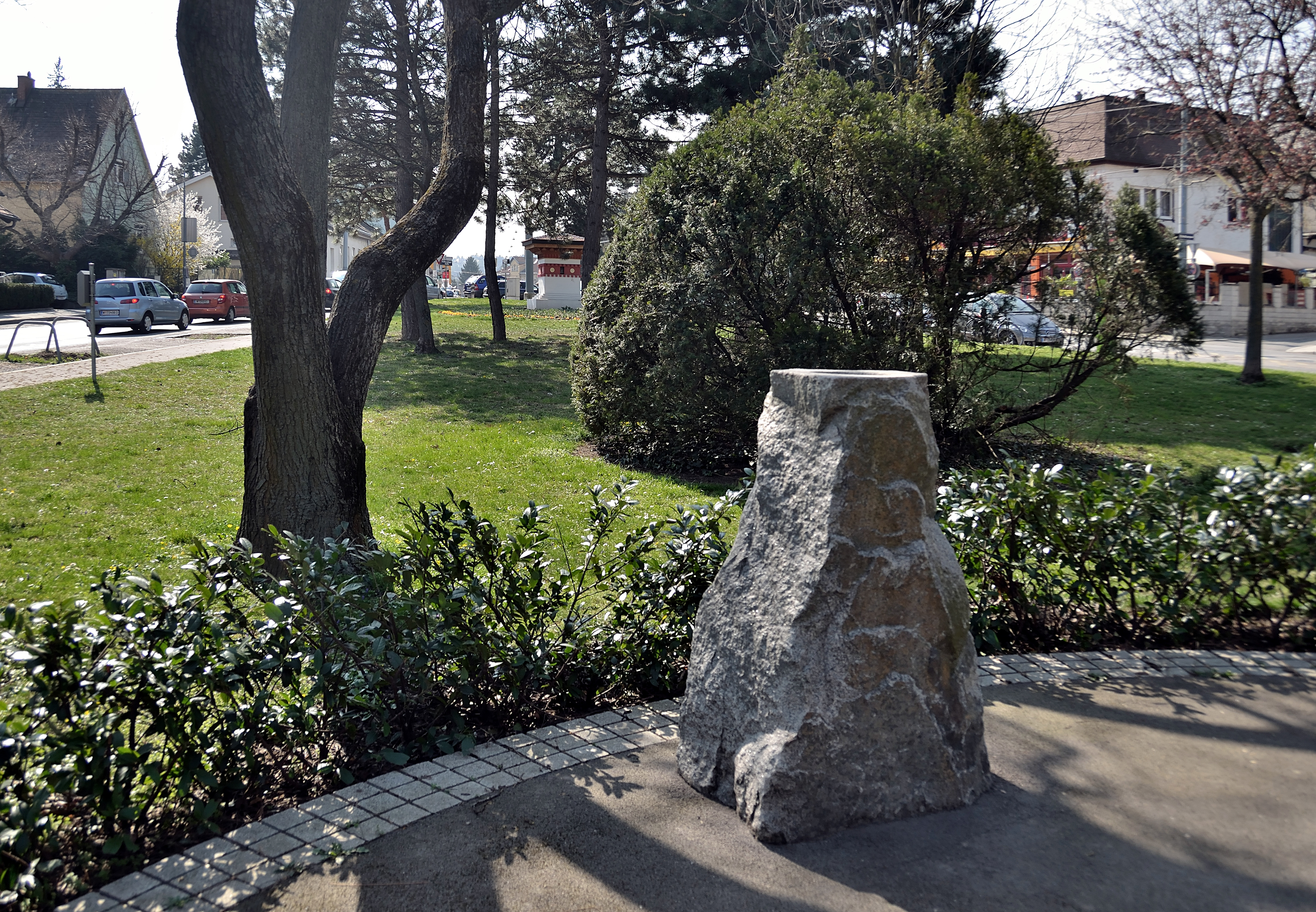
Ванна для птахів
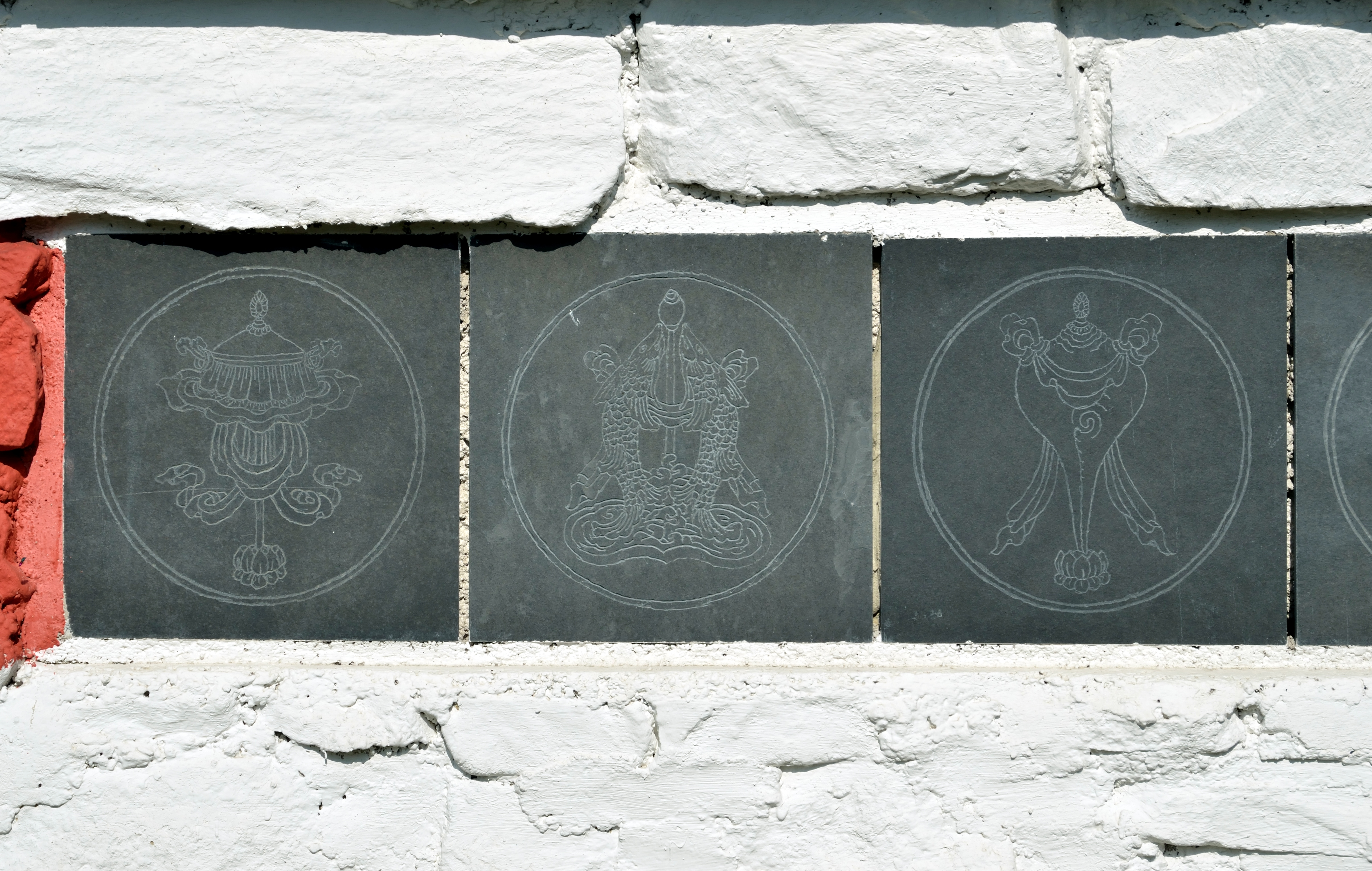
Деталі стіни Мані
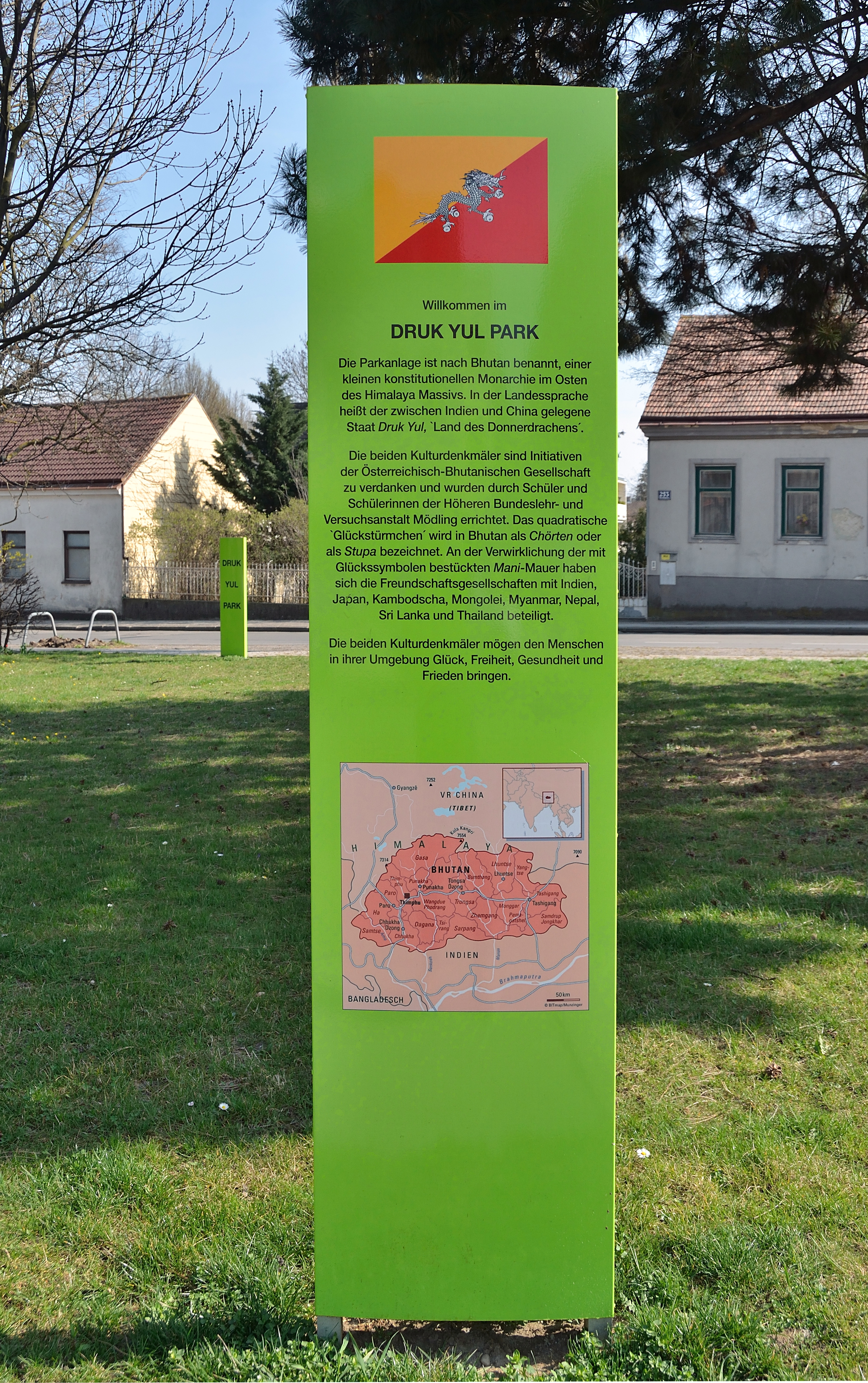
Інформаційна дошка про парк